# Quiéreme tal como soy (álbum)
Quiéreme tal como soy es el decimoctavo álbum de la actriz y cantante mexicana Lucero, el cual salió a la venta el 9 de septiembre de 2006 en su país.
Este disco es un homenaje al compositor español Rafael Pérez Botija, en donde la mayoría de las canciones son éxitos del mismo autor que fueron cantadas por otros artistas pero son retomadas bajo la interpretación de Lucero.
El 29 de noviembre del 2006 fue certificado como disco de oro en México después de vender más de 90,000 copias.

## Antecedentes
El 2 de febrero de 2005; Lucero da a luz a su segunda hija fruto del matrimonio con Manuel Mijares terminando así la promoción de su anterior material discográfico para cuidar y disfrutar de su nueva hija que le dieron el nombre de Lucerito.
En junio de 2005, Lucero informa a la prensa que regresaría a los sets de grabación en Televisa para protagonizar la telenovela Alborada una producción de época de Carla Estrada y compartiendo créditos con Fernando Colunga, Daniela Romo, Arturo Peniche y Mariana Garza; estrenándose el 24 de octubre de 2005 en prime time del canal y convirtiéndose en un éxito de audiencia desde los primeros capítulos.
El 14 de mayo de 2006, en Acapulco, Guerrero, Lucero es merecedora del Premio TVyNovelas como Mejor Actriz Protagónica de la televisión mexicana debido a su actuación en la telenovela "Alborada".
Debido al éxito con la telenovela y llegando hacía final de transmisión de la misma, Lucero entra a los estudios de grabación de su casa disquera EMI para comenzar a grabar los temas de su siguiente material discográfico.[cita requerida]
El 9 de septiembre de 2006, Lucero recibió el Galardón Rubén Fuentes por su trayectoria en el medio artístico, en el marco del XIII Encuentro Internacional del Mariachi 

## Información
Este disco es un tributo al compositor Rafael Pérez Botija, productor de tres de los más exitosos discos pop de Lucero: «Sólo pienso en ti», «Lucero 1993» y «Siempre contigo» y colaborador en el disco «Mi destino».[cita requerida]
Contiene temas que hicieran famosos Rocío Dúrcal, José José y Mocedades, entre ellos cuatro temas antes interpretados por Lucero: «Veleta», «Ya no», «Electricidad» y «Sobreviviré», pero con nuevos arreglos. Para la grabación se utilizaron sonidos acústicos lo que le da un toque innovador al proyecto. [cita requerida]
El empaque del álbum fue diseñado en formato Digipak, es decir, consta de una caja de cartón desplegable. La mayoría de sus temas son baladas románticas y algunas un poco más rítmicas. [cita requerida]
El álbum también incluye un mini-póster desplegable con la imagen de Lucero con el look utilizado para la promoción del disco. Esta edición también salió a la venta en Costa Rica. [cita requerida]
En México logró Disco de Oro por más de 50.000 unidades vendidas, aunque se certificó con 90.000 copias; [cita requerida] actualmente la cifra alcanza las 100.000 unidades. [cita requerida]

## Promoción
Los sencillos promocionales en México fueron «La única que te entiende», «O tú o nada», «Qué pasará mañana» y «Tú eres mi refugio». [cita requerida] El sencillo distribuido en radios de «La única que te entiende» incluye una entrevista genérica hacia Lucero que contiene sólo las respuestas de la cantante y no se incluye en ningún otro disco. Otro tema que se escuchó en las radios fue la nueva versión del éxito «Electricidad». [cita requerida]
El 19 de septiembre de 2006 en Estados Unidos salió a la venta una edición diferente a la de México, ya que el empaque del disco es de plástico como la mayoría de los discos del mercado. [cita requerida] En cuanto a la sesión fotográfica del álbum se empleó la misma que se utilizó para la versión mexicana, pero muestra algunas modificaciones. Esta edición salió a la venta también en Puerto Rico, Colombia y Chile. [cita requerida]
El sábado 14 de octubre de 2006 se transmitió por televisión un especial musical conducido por Lucero donde presentó los doce temas de la producción discográfica. El especial llevó por título «Quiéreme tal como soy» y fue grabado desde Acapulco en el Centro de Convenciones Internacionales el día miércoles 23 de agosto de 2006. [cita requerida]
El 19 de octubre de 2006, Lucero fue una de los seis premiadas por su carrera como actriz y presentadora, ganando el galardón Líderes en Premio Emmy de televisión en español.
El 2 de noviembre de 2006, Lucero conduce la 7.ª Entrega Anual de los Grammy Latinos se celebraron por primera vez en el Madison Square Garden en la ciudad de Nueva York. La conducción se llevó a cabo junto al cantante de salsa Víctor Manuelle.
A mitades noviembre de 2006, a través de una entrevista, Lucero informa que este materia discográfico pudo lograr mejores ventas sí es que su discográfica EMI la apoyará más a promocionar el disco.

## Lista de canciones
| Quiéreme tal como soy |                            |          |  |
| N.º                   | Título                     | Duración |  |
| 1.                    | «Veleta»                   | 3:46     |  |
| 2.                    | «La gata bajo la lluvia»   | 3:23     |  |
| 3.                    | «Quiéreme tal como soy»    | 3:24     |  |
| 4.                    | «O tú o nada»              | 3:27     |  |
| 5.                    | «La única que te entiende» | 3:24     |  |
| 6.                    | «Ya no»                    | 3:28     |  |
| 7.                    | «Jamás te dejaré»          | 3:07     |  |
| 8.                    | «Tú eres mi refugio»       | 3:43     |  |
| 9.                    | «Electricidad»             | 4:24     |  |
| 10.                   | «Qué pasará mañana»        | 3:09     |  |
| 11.                   | «Y qué»                    | 3:35     |  |
| 12.                   | «Sobreviviré»              | 3:13     |  |
| 42:07                 |                            |          |  |

## Videoclips
- La única que te entiende

Del primer sencillo promocional «La única que te entiende» se grabó un videoclip musical el cual se incluyó un año después, al igual que la canción, en el disco «1 año de súper éxitos». [cita requerida]